# John Fane, 11. hrabě z Westmorlandu
John Fane, 11. hrabě z Westmorlandu (do roku 1841 známý jako Lord Burghersh) (John Fane, 11th Earl of Westmorland, 11sth Baron Burghersh) (2. února 1784, Londýn, Anglie – 16. října 1859, Londýn, Anglie) byl britský generál a diplomat ze staré anglické šlechty. V mládí bojoval v napoleonských válkách, později mimo aktivní službu dosáhl generálských hodností. Mezitím se prosadil dlouholetou službou v diplomacii, byl vyslancem v Toskánsku (1814–1829), Prusku (1841–1851) a Rakousku (1851–1855). Mimo jiné byl amatérským hudebním skladatelem a v roce 1822 založil královskou konzervatoř Royal Academy of Music.

## Vojenská kariéra

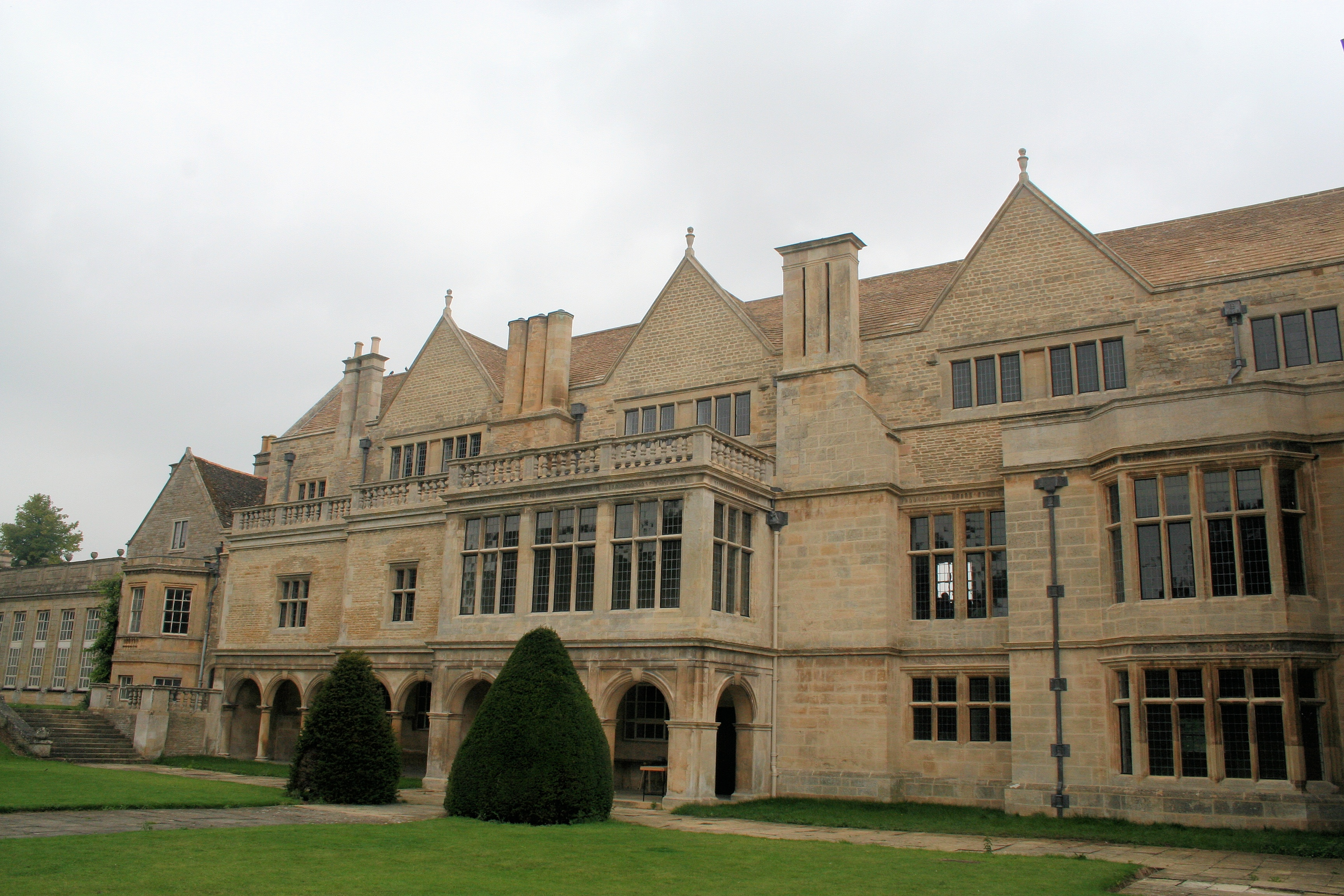
Zámek Apethorpe Hall (Northamptonshire), hlavní rodové sídlo hrabat z Westmorlandu

Pocházel ze starobylého šlechtického rodu Fane, který od roku 1624 užívá titul hrabat z Westmorlandu. Narodil se jako jediný syn Johna Fane, 10. hraběte z Westmorlandu (1759–1841) a Sarah Childové (1764–1793), spolu s rodiči byl vyloučen z dědictví obrovského majetku bankéřské rodiny Childů. Studoval v Harrow School a v Cambridge, od mládí zároveň sloužil v armádě a zúčastnil se napoleonských válek. V letech 1806–1807 v hodnosti kapitána působil na Sicílii a v Egyptě. Později bojoval pod velením maršála Wellingtona ve Španělsku a Portugalsku. Zúčastnil se bitvy u Talavery a v letech 1809–1811 byl Wellingtonovým pobočníkem, v roce 1811 se oženil s jeho neteří. Mezitím s podporou svého strýce 1. hraběte z Lonsdale vstoupil do Dolní sněmovny. Poslancem byl v letech 1806–1814, a i když spolu s otcem patřil k toryům, hlasováním podpořil některé návrhy strany whigů. V roce 1814 dosáhl hodnosti plukovníka a v letech 1814–1825 byl pobočníkem prince waleského, pozdějšího krále Jiřího IV.

## Diplomatická kariéra

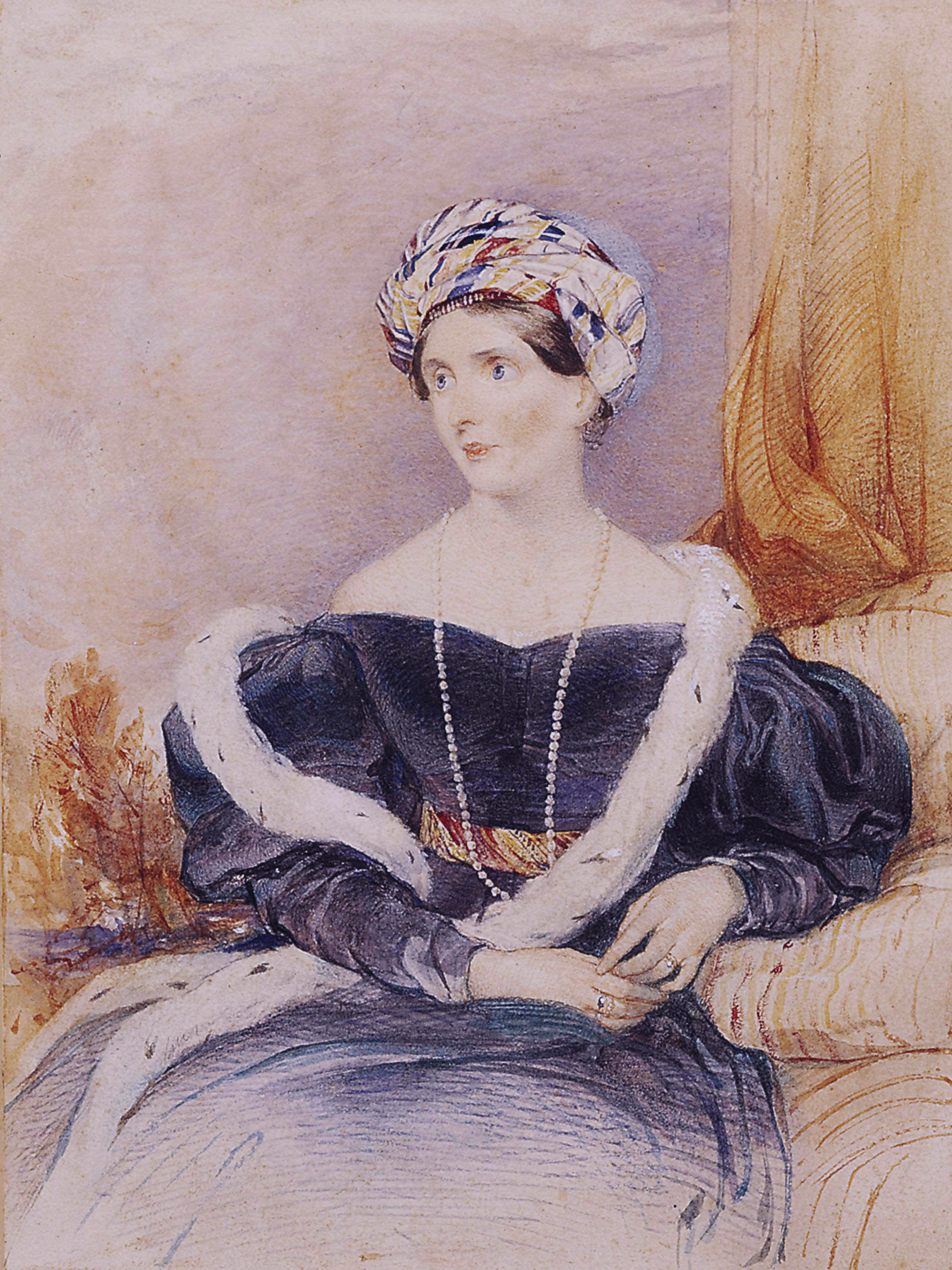
Priscilla, hraběnka z Westmorlandu, rozená Wellesley (1793–1879)

Po skončení napoleonských válek se uplatnil jako diplomat, v letech 1814–1829 byl vyslancem v Toskánsku (od roku 1818 zároveň vyslanec pro Modenu a Parmu). V roce 1822 byl jmenován členem Tajné rady a i mimo aktivní službu nadále postupoval ve vojsku (generálmajor 1825, generálporučík 1838, generál 1854). V roce 1841 po otci zdědil titul hraběte z Westmorlandu a vstoupil do Sněmovny lordů (do té doby jako jeho dědic užíval titul lord Burghersh). V letech 1841–1851 byl vyslancem v Berlíně a nakonec v letech 1851–1855 ve Vídni. V rámci svého diplomatického působení se zúčastnil několika mezinárodních kongresů, důležitou úlohu měl jako vyslanec v Rakousku v předvečer krymské války a v jejím průběhu. V září 1853 osobně jednal v Olomouci s ruským carem Mikulášem I., v roce 1854 podepsal spojeneckou smlouvu, jíž se Rakousko zavázalo vstoupit do války po boku Francie a Británie
Po skončení napoleonských válek získal Řád lázně (1815) a hannoverský Řád Guelfů (1817), v roce 1846 obdržel velkokříž Řádu lázně. Proslul mimo jiné jako mecenáš hudby, hrál na violu a sám se pokoušel o skladatelskou tvorbu. V roce 1822 založil Royal Academy of Music.

## Rodina
V roce 1811 se oženil s Priscillou Wellesley-Pole (1793–1879), dcerou 3. hraběte z Morningtonu a neteří vévody Wellingtona. Měli spolu sedm dětí, synové John Arthur Fane (1816–1816), George Fane, lord Burghersh (1819–1848), a kapitán Ernest Fitzroy Fane, lord Burghersh (1824–851), zemřeli předčasně, dědicem rodových titulů se stal až čtvrtý syn Francis William Fane, 12. hrabě z Westmorlandu (1825–1891), který v mládí sloužil v armádě, byl generálním pobočníkem indického místokrále a účastníkem krymské války. Nejmladší syn Julian Charles Fane (1827–1870) působil jako vyslanecký tajemník ve Vídni a Paříži.